# Александров, Юрий Владимирович (астрофизик)
Юрий Владимирович Александров (20 января 1934, Херсон — 24 января 2016, Харьков, Украина) — советский и украинский астрофизик, профессор кафедры астрономии и космической информатики Харьковского национального университета им. В. Н. Каразина. Ветеран труда.

## Биография
Юрий Александров родился 20 января 1934 года в Херсоне. В 1951 году с отличием окончил 131 среднюю школу г. Харькова. С 1951 по 1957 года учился в Харьковском государственном университете на физико-математическом факультете. В 1961 году заочно получил статус аспиранта кафедры астрономии ХГУ. В 1966 году получил статус кандидата физико-математических наук, успешно сдав диссертацию. В период 1957—1966 годов работал в Харькове на кафедре теоретической механики автомобильно-дорожного института, а в 1961—1967 году на кафедре высшей математики Харьковского высшего инженерно-командного училища.
С 1967 года в статусе старшего преподавателя поступил на работу на кафедре астрономии Харьковского университета. Позже получает звание доцента, а в 1985 — профессора. С 1977 по 2004 год являлся заведующим кафедрой астрономии Харьковского университета.
За период его руководства была разработана и реализована сквозная программа компьютерной подготовки студентов-астрономов. На базе этой программы в 2008 году на кафедре астрономии открыта специализация «Космическая информатика». Проведена большая работа по переходу к подготовке астрономических кадров по двухступенчатой системе «бакалавр-магистр», разработаны новые учебные планы, подготовлены новые курсы «Компьютерные технологии», «Компьютерные технологии в астрономии», «История и методология астрономии», «Методы астрономических исследований», «Методика преподавания астрономии в высшей школе».
Долгое время являлся членом Совета по подготовке астрономических кадров при Астрономическом Совете АН СССР и членом секций астрономии Научно-методических Советов Минвузов СССР. Также был членом Комиссии по физике Научно-методического Совета МОН и председателем Рабочей группы МОН по разработке отраслевого стандарта высшего образования по специальности «Астрономия». Является главным соавтором проекта Концепции астрономического образования в 12-летней средней школе Украины.
24 января 2016 г. на 83 году жизни скончался в Харькове.

## Влияние
Научные интересы Юрия Владимировича Александрова находились в разных отраслях физики и астрономии, такие как физика планетных атмосфер, общие проблемы планетоведения, космология, история, методология и методика преподавания астрономии. В связи с обработкой данных поверхностной фотометрии Юпитера, им был развит информационный подход к построению моделей планетных атмосфер. Итоги фотометрических исследований Марса в противостояния 1971—1975 гг. подведены в монографии «Абсолютная фотометрия Марса». Последние работы посвящены проблеме метрической эволюции многомерных вселенных и истории астрономии в Харьковском университете. Александров состоял в Международном Астрономическом Союзе, работал в составе редколлегий журналов «Кинематика и физика небесных тел» и «Universitates». Под его руководством выполнен большой цикл прикладных исследований для обеспечения полетов космических аппаратов к Луне и Марсу.
На протяжении десятилетий Ю. В. Александров читал научно-популярные лекции по вопросам астрономии и космонавтики, принимал активное участие в создании Харьковского планетария им. Ю. А. Гагарина как член его Научно-методического совета. Под руководством Александрова в Харькове проведено восемь межобластных и три Всеукраинских слета юных астрономов. Последние годы своей жизни занимался руководством секции астрономии Харьковского территориального отделения Малой академии наук, входил в состав жюри Всеукраинского конкурса школьников «Мирный космос».

## Труды
- Введение в физику планет[4]
- Физика планет
- Небесная механика
- Астрономия. Историко-методологический сюжет
- Химия и геология планет
- Основы релятивистской космологии
- Основы многомерной космологии
- Введение в космонавтику
- Механика сплошных сред. Астрофизические приложения[5]

## Награды
- Золотая медаль им. акад. М. В. Келдыша Федерации космонавтики СССР (1982 г.)
- Премия НАН Украины им. акад. М. П. Барабашова (1988)[6]

## Факты
В честь Александрова назван астероид 18751 Юалександров. В описании наименования объяснено, что Александров является «чтимым учителем» и «автором „Физики планет“, „Небесной механики“ и других университетских учебников». Название предложено Дмитрием Лупишко и Юрием Шкуратовым — воспитанниками Александрова.